# Zentralverband der Schornsteinfegergesellen Deutschlands
Der Zentralverband der Schornsteinfegergesellen Deutschlands wurde 1907 gegründet. Die freie Gewerkschaft organisierte Schornsteinfeger im Deutschen Kaiserreich und in der Weimarer Republik.

## Geschichte
Die Gewerkschaft wurde am 19. Mai 1907 in Berlin gegründet. Sitz der Gewerkschaft war Berlin.
Der Schornsteinfegergesellen-Verband war Mitglied in der Generalkommission der Gewerkschaften Deutschlands und dem Nachfolger Allgemeiner Deutscher Gewerkschaftsbund.
Zu Jahreswechsel 1931/1932 zählte die Gewerkschaft 3307 Mitglieder.
Nach der Machtübernahme der Nationalsozialisten wurde die Gewerkschaft am 2. Mai 1933  zerschlagen. Nachfolger nach dem Zweiten Weltkrieg waren ab 1946 in Ostdeutschland die Industriegewerkschaft Bau und in Westdeutschland ab 1949 die Industriegewerkschaft Bau, Steine, Erden.